# فرخزاد غزنوی
ابوشجاع فرخ زاد بن مسعود بن محمود سلطان غزنوی بود که میان سال‌های ۴۴۳-۴۵۲ هجری قمری/۱۰۵۲-۱۰۵۹ میلادی بر حدود افغانستان کنونی و شمال هندوستان فرمان‌ می‌راند. 
فرخزاد پس از عمویش عبدالرشید و در پی حکومت کودتایی و خونبار طغرل به تاج‌وتخت دست یافت. در زمان او چغری بیگ سلجوقی به قلمرو غزنویان تاخت، ولی سپهسالار غزنوی؛ حاجب قرقیز؛ آنان را پس‌ راند. سپس فرخزاد در اندیشهٔ تصرف تخارستان افتاد -که در آن زمان در کنترل سلجوقیان بود- ولی شکست خورد و سرانجام کار به صلح کشید. فرخزاد در آوریل ۱۰۵۹ درگذشت؛ او در این زمان سی‌ و چهارساله بود. 
در زمان سلطنت فرخزاد بود که نخستین بار عبارت السلطان المعظم بر سکه‌های غزنوی دیده شده است.